# Sapomora
Sapomora är en ort i Mexiko.   Den ligger i kommunen Navojoa och delstaten Sonora, i den västra delen av landet, 1 400 km nordväst om huvudstaden Mexico City. Sapomora ligger 33 meter över havet och antalet invånare är 357.
Terrängen runt Sapomora är mycket platt. Runt Sapomora är det ganska glesbefolkat, med 35 invånare per kvadratkilometer. Närmaste större samhälle är Navojoa, 6,0 km öster om Sapomora. Trakten runt Sapomora består till största delen av jordbruksmark.